# جلن هاوکینز
جلن هاوکینز (انگلیسی: Jalen Hawkins؛ زادهٔ ۲۴ ژانویهٔ ۲۰۰۱) بازیکن فوتبال است.
از باشگاه‌هایی که در آن بازی کرده‌است می‌توان به باشگاه فوتبال اینگولشتات ۰۴ اشاره کرد.
وی همچنین در تیم ملی فوتبال United States U18 بازی کرده‌است.